# Kanton Les Bouchoux
Kanton Les Bouchoux (francouzsky Canton des Bouchoux) je francouzský kanton v departementu Jura v regionu Franche-Comté. Tvoří ho 11 obcí.

## Obce kantonu
- Bellecombe
- Les Bouchoux
- Choux
- Coiserette
- Coyrière
- Larrivoire
- Les Moussières
- La Pesse
- Rogna
- Viry
- Vulvoz